# Philibert Hugonet
Pour les articles homonymes, voir Hugonet.
Philibert Hugonet, né en Bourgogne et mort à Rome le 11 septembre 1484, est un cardinal français du XVe siècle.

## Biographie
Hugonet étudie notamment à l'université de Pavie et entreprend des diverses missions diplomatiques pour le duc de Bourgogne, Charles le Téméraire.
Il est élu évêque de Mâcon en 1472. Le pape Sixte IV le crée cardinal lors du consistoire du 7 mai 1473, à la demande du duc Charles le Téméraire. Le cardinal Hugonet est abbé du monastère de Saint-Denis in Broqueroie, au Hainaut, du monastère de Belevaux, dans l'archidiocèse de Besançon, du monastère de Saint-Savin dans le diocèse de Poitiers, de l'abbaye de Tongerlo, de l'abbaye de Baume-les-Messieurs, et de l'Abbaye Saint-Bénigne de Dijon de 1476 à 1478. 
Le cardinal Hugonet participe au conclave de 1484, lors duquel Innocent VIII est élu pape.
Une stèle à sa mémoire est érigée à l'église Santa Maria del Popolo, Piazza del Popolo à Rome, Italie. Il y est inscrit (en français): « A la mémoire de Philibert Hugon, abbé de Beaume au Comté de Bourgogne, Évêque de Mâcon, Cardinal Prêtre du titre des SS Jean et Paul, décédé le 14 décembre 1484 et inhumé sans monument à St Marie du Peuple. Le Colonel Hugon d'Augicourt Chef d'État Major de la division française à Rome, le 20 septembre 1855. »

## Armoiries
- «  Vairé d'or et d'azur à la bande de gueules brochant sur le tout  »